# Polovnik
Polovnik, także Greben Polovnika lub Morzina – grzbiet górski i niewielkie pasmo górskie na terenie Alp Julijskich w Słowenii.

## Geografia

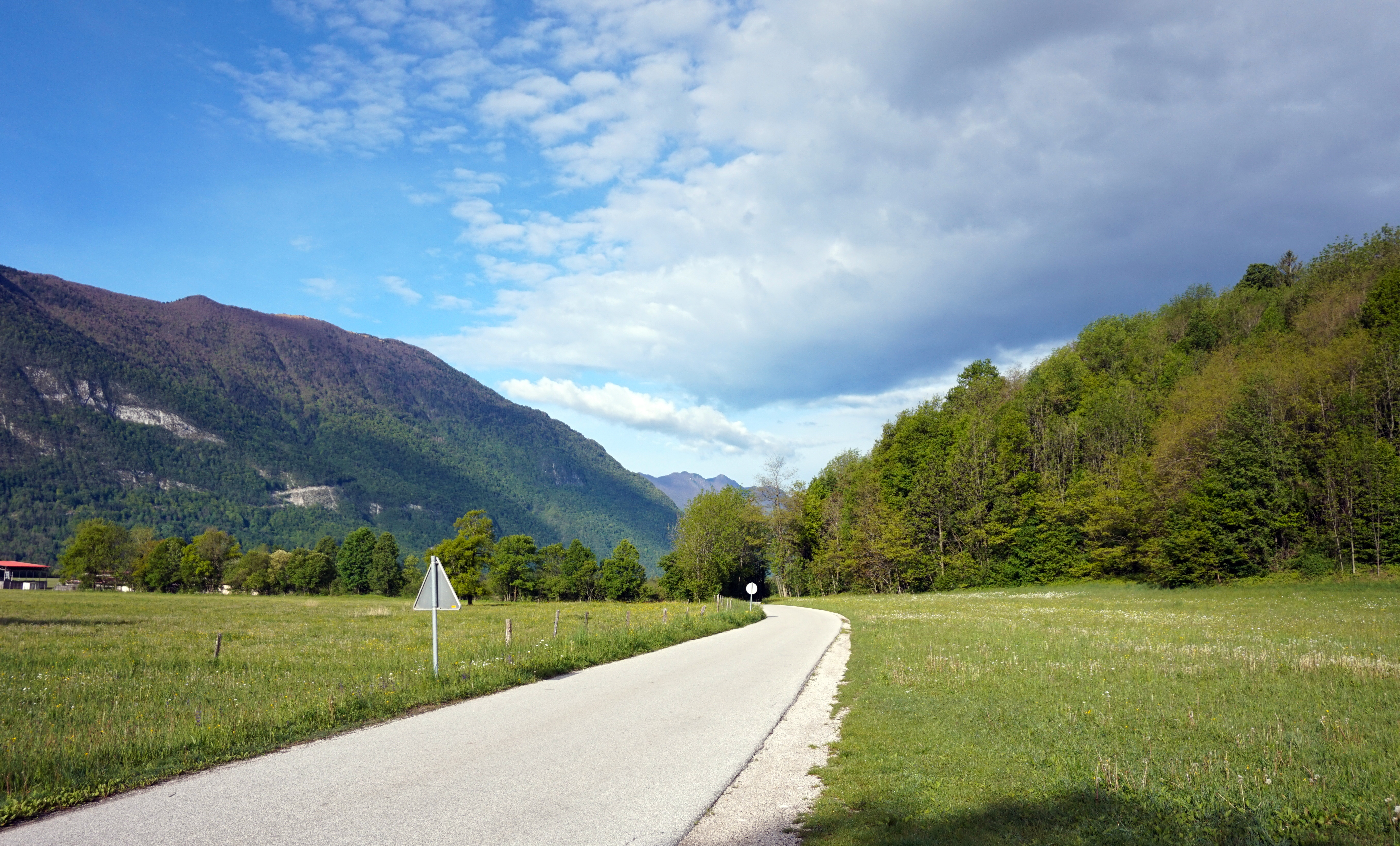

Pasmo leży w północno-wschodniej części Słowenii, pomiędzy Gminą Bovec i Gminą Kobarid. U jego podnóża płyną rzeki Socza, Slatnica oraz Kozjak. Pod grzbietem znajdują się miasta Bovec, Trnovo ob Soči, Srpenica, Žaga, Log Čezsoški, Čezsoča oraz Drežniške Ravne i Magozd. Jego najwyższym szczytem jest Krasji vrh o wysokości 1773 m n.p.m.

## Etymologia nazwy
Polovnik w języku polskim znaczy „pułkownik”, a Greben Polovnika „grzbiet pułkownika”. Nie wiadomo jednak skąd pochodzi ta nazwa. Możliwe, że pasmo zostało tak nazwane po toczącej się na nim I wojnie światowej.

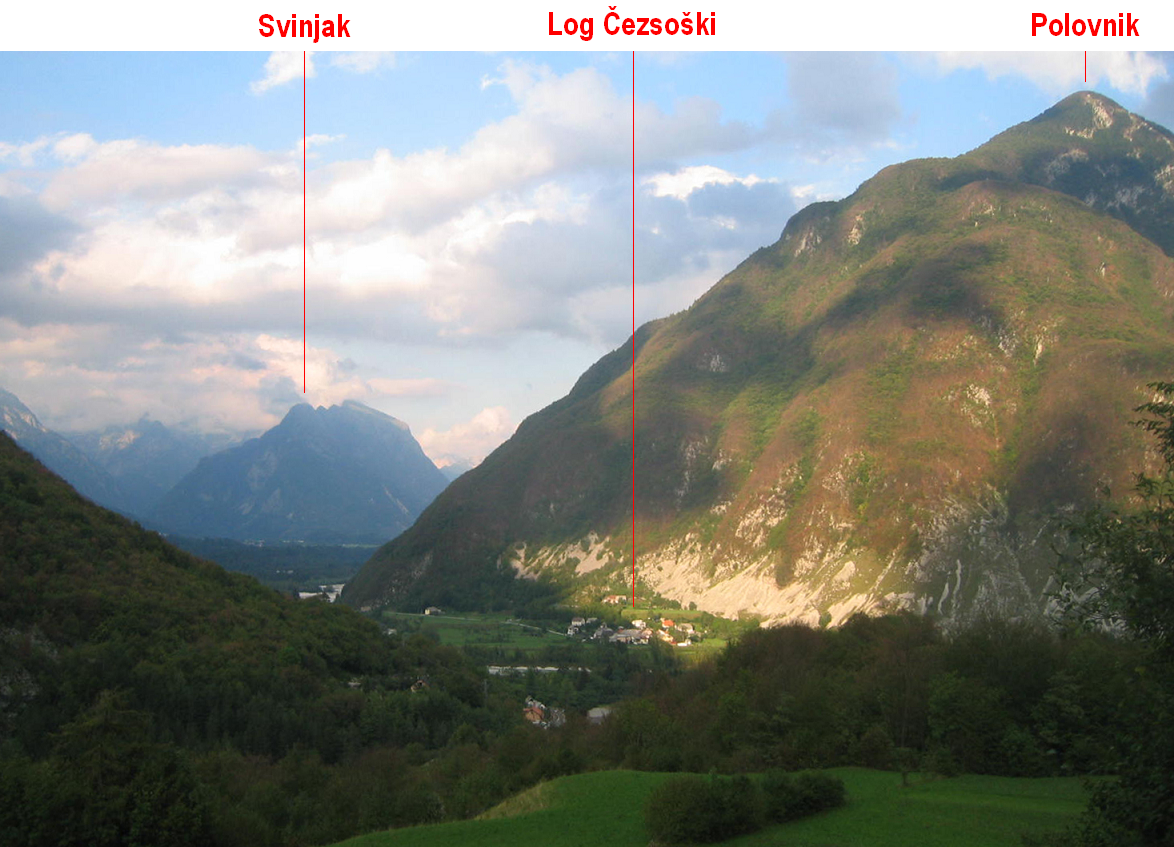
Polovnik, Log Čezsoški oraz Svinjak

## Zobacz też

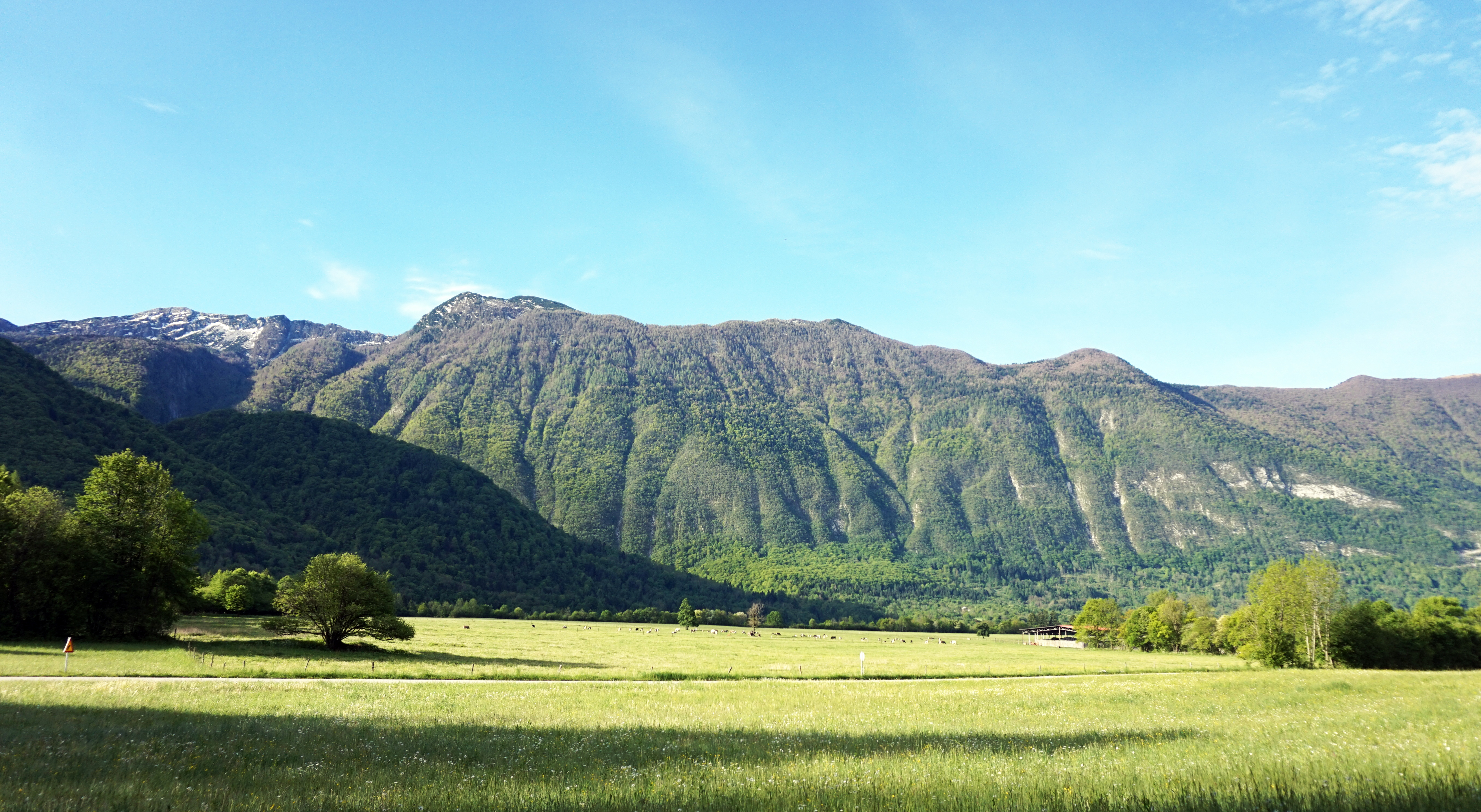
Polovnik

## Przypisy

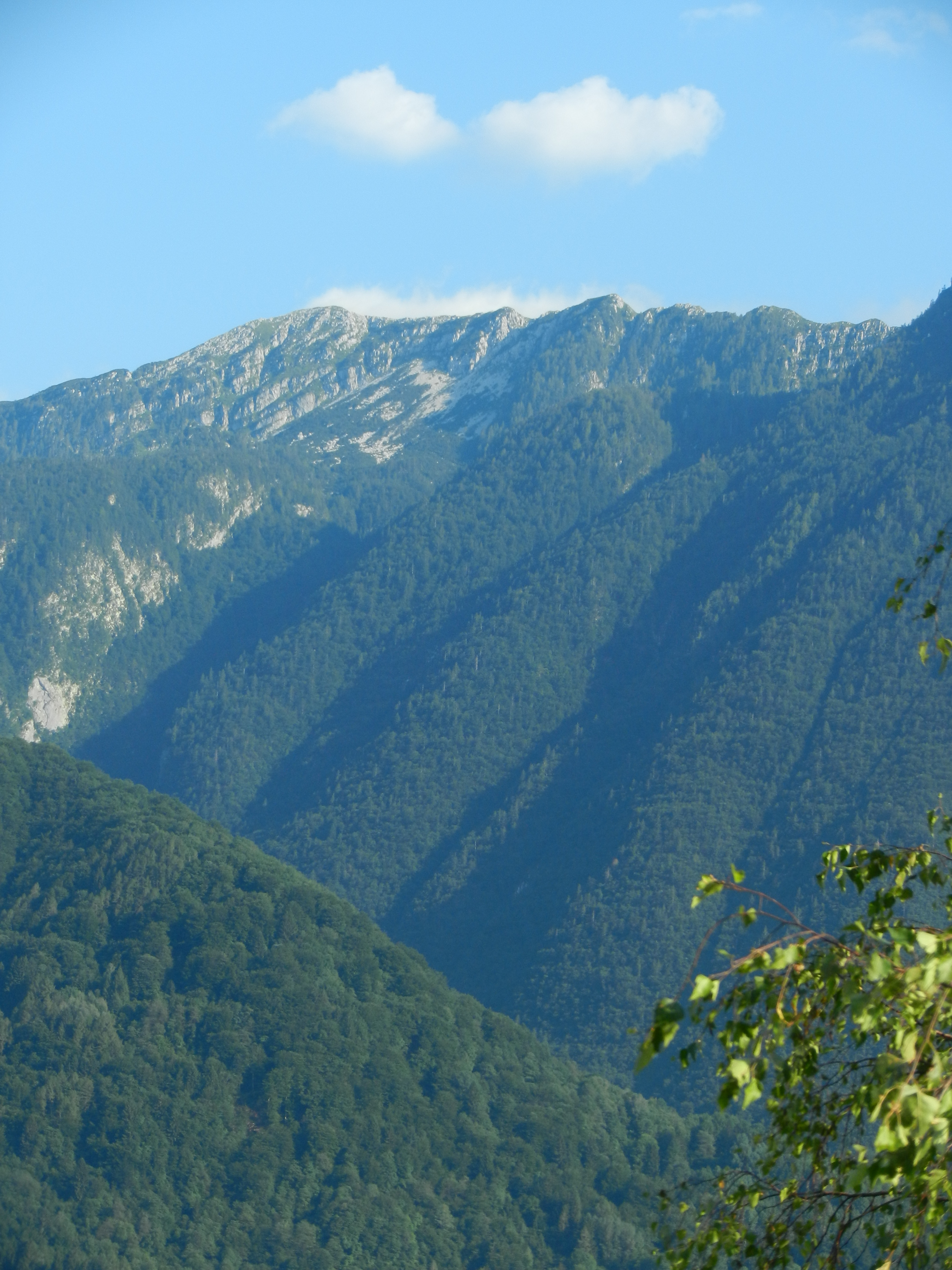
Krasji vrh, najwyższy szczyt pasma Polovnik

## Najwyższe szczyty
- Debeljak (1628 m n.p.m.)
- Krasji vrh (1773 m n.p.m.)
- Veliki vrh (1764 m n.p.m.)
- Pirhovec (1661 m n.p.m.)
- Špik (1482 m n.p.m.)
- Nad Pečem (1458 m n.p.m.)
- Vrh Travnika (1476 m n.p.m.)
- Veliki Polovnik (1471 m n.p.m.)